# Budd Peak (Enderbyland)
Der Budd Peak ist ein Berg im ostantarktischen Enderbyland. Er ragt 1,5 km westlich des Mount Berrigan und 36 km westsüdwestlich des Stor Hånakken auf.
Kartiert wurde er mittels Luftaufnahmen, die 1957 im Zuge der Australian National Antarctic Research Expeditions entstanden. Das Antarctic Names Committee of Australia (ANCA) benannte ihn nach William Francis Budd (1938–2022), Glaziologe auf der Wilkes-Station im Jahr 1961.